# Aéroport de Gore Bay-Manitoulin
L'aéroport de Gore Bay-Manitoulin est un aéroport situé en Ontario, au Canada.